# Пигмейски мамут
Пигмейският мамут (Mammuthus exilis) е изчезнал вид джудже слон, произлязъл от колумбийския мамут (M. columbi) на континентална Северна Америка. Този вид изчезва по време на кватернерното изчезване (от 2,588 ± 0,005 милиона години до наши дни), при което много видове мегафауна измират поради променящите се условия, към които видът не можеше да се адаптира. Случай на островен нанизъм, от неотдавнашен анализ през 2010 г., установява, че пигмейският мамут е бил средно висок в раменете 1,72 м с тегло 760 кг, за разлика от своя 4,3 м висок, 9 070 кг предшественик. Друга оценка дава височина на раменете от 2,02 м и тегло от 1350 кг.

## Откриване
Останките от пигмейски мамут са открити на северните острови Ченъл, Калифорния през 1856 г. За първи път са съобщени в научната литература през 1873 г.